# Ansel Elgort
Ansel Elgort (New York, 14 maart 1994) is een Amerikaans acteur, muziekproducer en dj onder de naam Ansolo. Als acteur is hij bekend door het vertolken van Tommy Ross in de film Carrie (2013), Caleb Prior in de film Divergent (2014), Augustus Waters in The Fault in Our Stars (2014), Baby in de film Baby Driver (2017), Addison Schacht in de film  November Criminals  (2017) en Tony in de film  West Side Story  (2021).

## Levensloop
Elgort is geboren in New York en is de zoon van fotograaf Arthur Elgort en operaregisseuse Grethe Barret Holby. Elgort heeft een oudere zus en broer, Warren, een filmmaker en Sophie, een fotografe. Op 9-jarige leeftijd ging hij naar de balletschool, waar hij de liefde voor artistieke kunst vond. Hij ging naar de Fiorello H. LaGuardia High School en naar het Stagedoor Manor zomerkamp. Elgort begon met acteerlessen toen hij 12 was. Hij speelde toen in het toneelstuk Regrets van Matt Charman.

## Carrière

### Acteur
Elgorts eerste filmrol was in de thriller Carrie (2013), waar hij Tommy Ross vertolkte. Zijn echte doorbraak was er toen hij Caleb mocht spelen in de film Divergent, een verfilming van het gelijknamige boek van schrijfster Veronica Roth. In die film speelde hij de broer van het hoofdpersonage Tris, gespeeld door Shailene Woodley. De film ging op 2 april 2014 in België in première en een dag later ook in Nederland. Later in 2014 kreeg Elgort een hoofdrol in de film The Fault in Our Stars, waarin hij Augustus Waters speelt. The Fault in Our Stars is de verfilming van het boek The Fault in Our Stars van John Green. Ook ditmaal speelde hij samen met actrice Shailene Woodley die Hazel Grace Lancaster vertolkte in de film. Elgort is ook te zien zijn in de film Men, Women & Children, die in oktober 2014 uitkwam. In 2015 had hij opnieuw de rol van Caleb Prior in het vervolg op Divergent, getiteld Insurgent.
In 2021 vertolkte hij de rol van Tony in de West Side Story remake van Steven Spielberg.

### Muziek
Onder de naam Ansolo maakte Elgort een SoundCloud-account aan om elektronische dancemuziek te publiceren. Hij heeft onder andere het nummer Born to Die van Lana Del Rey geremixt. In februari 2014 kondigde hij aan dat een nieuw contract had getekend bij Tom Staars platenmaatschappij Staar Traxx. Elgorts eerste single Unite kwam op 21 april 2014 uit.

### Prijzen
Elgort won tijdens de Young Hollywood Awards in 2014 twee prijzen. Verder werd hij genomineerd voor enkele Teen Choice Awards.

## Filmografie
- Bibsys: 15003802
- Bibliothèque nationale de France: cb16941919h (data)
- CiNii: DA19474281
- Gemeinsame Normdatei: 1060356430
- International Standard Name Identifier: 0000 0004 3699 3374
- Library of Congress Control Number: no2014111211
- MusicBrainz: 75404e30-3674-4f20-9ff2-1d267e3d38e7
- Nationale Bibliotheek van Tsjechië: xx0211047
- Nationale Bibliotheek van Israël: 987007363636005171
- Nederlandse Thesaurus van Auteursnamen: 381324354
- Système universitaire de documentation: 183337018
- Virtual International Authority File: 310665632
- WorldCat: E39PBJmdpv67fkCyGVbyY8khpP